# کاربامازپین
کاربامازپین (به انگلیسی: Carbamazepine) که با نام تجاری تِگْرِتول (به انگلیسی: Tegretol) فروخته می‌شود، یک دارو به شکل قرص است که معمولاً برای درمان صرع، دردهای نوروپاتی و اختلال دوقطبی به کار می‌رود. این ماده در درمان اسکیزوفرنی همراه با سایر داروها و به عنوان عامل خط دوم در اختلال دو قطبی استفاده می‌شود.   به نظر می‌رسد که کاربامازپین و همچنین فنی توئین و والپروات برای تشنجات فوکال و جنرال کار می‌کنند.  برای درمان تشنج ابسنس یا تشنج میوکلونیک موثر نیست. 

## موارد مصرف
در ایالات متحده ، مصارف پزشکی مورد تایید FDA شامل صرع (شامل تشنج جزئی ، تشنج تونیک کلونیک و تشنج مختلط )، نورالژی عصب سه قلو، و دوره های شیدایی و اپیزود میکس از افسردگی و شیدایی از اختلال دو قطبی است. 

## عوارض جانبی
تهوع، تب، استفراغ، سر گیجه، گیجی، سردرد، آتاکسی، بیقراری (در افراد مسن)، اختلالات بینایی (خصوصاً دوبینی که مرتبط با پیک پلاسمایی داروست)، یبوست یا اسهال، بی اشتهایی، راش‌های اریتماتوز ملایم، لکوپنی و سایر اختلالات خونی.
عارضه بسیار مهم: اختلال پوستی (سندرم پوستی استیون جانسونز) 
اگر در حین مصرف دارو متوجه خارش پوست ، ایجاد لکه یا دانه های قرمز روی پوست خود شدید؛ سریعاً مصرف دارو رو قطع کرده و به پزشک مراجعه کنید.
- تأثیرات در تولید سلولهای قرمز خون، گلبولهای سفید خون و پلاکتها : بندرت، اثرات عمده آنمی آپلاستیک و آگرانولوسیتوز گزارش می‌شود و به طور معمول ، تغییرات جزئی مانند کاهش تعداد گلبول های سفید خون یا پلاکت وجود دارد، اما این موارد به مشکلات جدی تر منتهی نمی‌شود.[۵]
- افزایش خطر خودکشی [۶]
- افزایش خطر هیپوناترمی و  SIADH  [۵] [۷]
- اگر فرد به طور ناگهانی مصرف دارو را متوقف کند ، خطر تشنج وجود دارد [۵]
- خطرات جنین در زنان باردار ، به ویژه ناهنجاری های مادرزادی مانند اسپینا بیفیدا و اختلالات رشد. [۵] [۸]

### تداخلات دارویی
کاربامازپین پتانسیلی برای تداخل دارویی دارد. در ترکیب سایر داروها با آن، از جمله داروهای ضد صرع و تثبیت کننده های خلقی، باید احتیاط کرد.  وقتی با فنوباربیتال، فنی توئین یا پریمیدون تجویز می شود ، سطح کمتری از کاربامازپین دیده می شود که می تواند منجر به موفقیت در تشنج شود. کاربامازپین، به عنوان یک القا  کننده CYP450 ، ممکن است میزان ترشحات بسیاری از داروها را افزایش دهد، غلظت آنها در خون را به سطح زیر درمانی کاهش دهد و اثرات مطلوب آنها را کاهش دهد.  داروهایی که سریعتر با کاربامازپین متابولیزه می شوند شامل وارفارین، لاموتریژین، فنی توئین، تئوفیلین و اسید والپروئیک هستند.  داروهایی که متابولیسم کاربامازپین را کاهش می دهند و یا در غیر این صورت سطح آن را افزایش می دهند شامل اریترومایسین،  سایمتیدین، پروپوکسیفن و مسدود کننده های کانال کلسیم هستند.  کاربامازپین همچنین متابولیسم هورمون های موجود در قرص های جلوگیری از بارداری را افزایش می دهد و می‌تواند اثر بخشی آنها را کاهش دهد، به طور بالقوه منجر به حاملگی های غیر منتظره می شود.  به عنوان دارویی که آنزیم های سیتوکروم P450 را القا می کند، از بین بردن بسیاری از بنزودیازپین ها را تسریع می‌کند و عملکرد آنها را کاهش می‌دهد. 
آب گریپ فروت با مهار آنزیم‌های CYP3A4 در دیواره روده و در کبد، فراهمی زیستی کاربامازپین را افزایش می دهد.  کاربامازپین باعث افزایش فرایند متادون و در نتیجه کاهش سطح خون می شود. 

##### توصیه های پزشکی
1. برای کاهش عوارض گوارشی دارو ، بهتر است آن را با همراه با وعده های غذایی مصرف کنید.
2. از قطع خودسرانه دارو پرهیز کنید زیرا میتواند باعث بازگشت حملات تشنج شود.
3. در اوایل درمان با کاربامازپین از انجام فعالیت هایی که نیاز به هوشیاری کامل دارند بپرهیزید.
4. در صورت استفاده از قرص های ضد بارداری باید فرد نسبت به کاهش اثرات دارو و بارداری های ناخواسته آگاه باشد.
5. از مصرف خودسرانه سایر دارو ها طی درمان با کاربامازپین خودداری کنید.

## مکانیسم اثر
کاربامازپین یک مهارگر کانال سدیمی است و ترجیحاً مجاری وابسته به ولتاژ سدیمی را مهار می‌کند، همچنین می‌تواند باعث رهاسازی سروتونین از وزیکول‌ها بداخل سیناپس شود و مهارگر بازجذب این آمین عصبی نیز است.